# Ebbe Grims-land
Ebbe Grims-land, folkbokförd Grimsland, född 11 juni 1915 i Malmö, död 27 januari 2015 i Enskede församling, var en svensk tonsättare, altviolinist och mandolinist. Han debuterade som violinist i Malmö 1932 och har bland annat studerat i Köpenhamn, Stockholm och Wien. Sina första tonsättningar gjorde han på 1930-talet. Ebbe Grims-land valdes in som medlem i Föreningen svenska tonsättare 1973.
Grims-land var verksam som altviolinist i Sveriges Radios symfoniorkester i 31 år. Han var även medlem av Drottningholms Barockensemble och Nationalmusei Kammarorkester liksom av Tonkonstnärstrion och Floridsdorfer-Kammerspieler, Wien.
Under 1980- och 90-talen var han periodvis verksam som stämledare i Gesellschaft der Musikfreundes orkester i Wien och medverkade under samma tid som violast i föreningens stråkkvartett.
Tillsammans med gitarristen Roland Bengtsson och violinisten Edit Wohl framträdde Grims-land 1955-1995 med Gitarr-Kammartrion, bildad på hans initiativ. Roland Bengtsson efterträddes 1974 av Jörgen Rörby och Mats Bergström i denna ordning.
Senare har Grims-land under långa, regelbundna vistelser i Bad Vöslau (1974-1998) verkat i och tagit del av det niederösterrikiska kulturlivet. Han hedrades av staden Wien 1987 liksom tidigare av Stockholms stad 1974. 2005 utsågs han till hedersmedlem av kammarmusikföreningen Samtida Musik.
Han tog initiativ till bildandet av "Gruppen för klassisk mandolinmusik", verksam under 1970- och 1980-talen.

## Tonsättningar
Av Grims-lands mer än 200 tonsättningar kan nämnas:
- Solo: Brillante Figurationen (violin)
- Vokal: Sång till ensam blomma vid havet (flöjt, violin, viola, gitarr)
- Duo: Concerto-Gavotto per OTTO (violin, viola) /tillägnad Otto von Habsburg/
- Trior:
Instrumental ballad (violin, viola, gitarr)
Quartetto-Capricionata (3 stråkar, gitarr)
Quintetto (flöjt, 4 stråkar)
- Scherzo-Polka (symfonisk blåsork.)
- Bad’ner-Kurpark-Tradition (kurork. / symfonisk blåsork.)
- Bläser-Blues (marimba, blåsork.)
- Konserter:
Concertino för mandolin och 10 instrument
Montafoni (D-trumpet)
Klingender Baum (Marimba)
Konsert för flöjt och klarinett
- Symfoni:
Sinfonie-Carl Linnéus

Verkförteckningar finns hos Statens musikbibliotek och STIM Svensk musik. Utanför Sverige i "die Notensammlung der Albertina", Wien; Stadt Wien's Musikbibliotek samt hos Plucked String Inc, Kensington, USA.